# 로렌초 루카
로렌초 루카(이탈리아어: Lorenzo Lucca, 2000년 9월 10일 ~ )는 이탈리아의 축구 선수이다. 그의 포지션은 스트라이커로, 현재 세리에 A의 나폴리에서 활약하고 있다.

## 클럽 경력

### 초기 경력
몬칼리에리에서 태어난 루카는 토리노의 지역 팀인 CBS 스쿠올라 칼초에서 경력을 시작하였고, 8살 때 토리노 FC 유소년 팀에 입단했다. 그는 이후 토리노 주에 위치한 클럽인 키에리로 옮겼고, 아틀레티코 토리노로 임대 이적하게 되었다. 그는 아틀레티코 토리노에서 16세의 나이로 이탈리아 6부 리그 (프로모치오네)에서 성인 무대 데뷔전을 치렀고, 2골을 넣었다. 그 다음 시즌, 루카는 비첸차와 계약을 맺었고, 2018년 17세의 나이로 삼베네데테세와의 세리에 C 경기에서 프로 데뷔전을 치렀다.
루카는 2018년 토리노로 복귀했고 브레시아로 임대되었다. 브레시아 프리마베라 유소년 팀에서 18경기 16골을 기록한 그는 2019년 토리노로 임대 복귀해 2019-20 시즌 전반기 토로 프리마베라 유소년 팀에서 뛰었다.

### 팔레르모
2020년 1월 31일, 루카는 토리노를 떠나 세리에 D의 팔레르모로 자유계약 형식으로 입단했다. 그는 코로나19 범유행으로 리그가 중단되면서 세리에 C로 승격된 세리에 D 2019-20 시즌에 로사네로에서 단 3경기만 뛰었다.
2020년 7월, 루카는 로사네로와 4년 계약으로 첫 프로 계약을 맺었다. 세리에 C 2020-21 시즌, 루카는 안드레아 사라니티의 교체 선수로 시즌을 시작했지만, 곧 주전을 차지했고, 2월 투리스와의 경기에서 2골을 넣으며 10골 고지를 돌파해 팀 내 최다 득점자에 올랐다.

### 피사

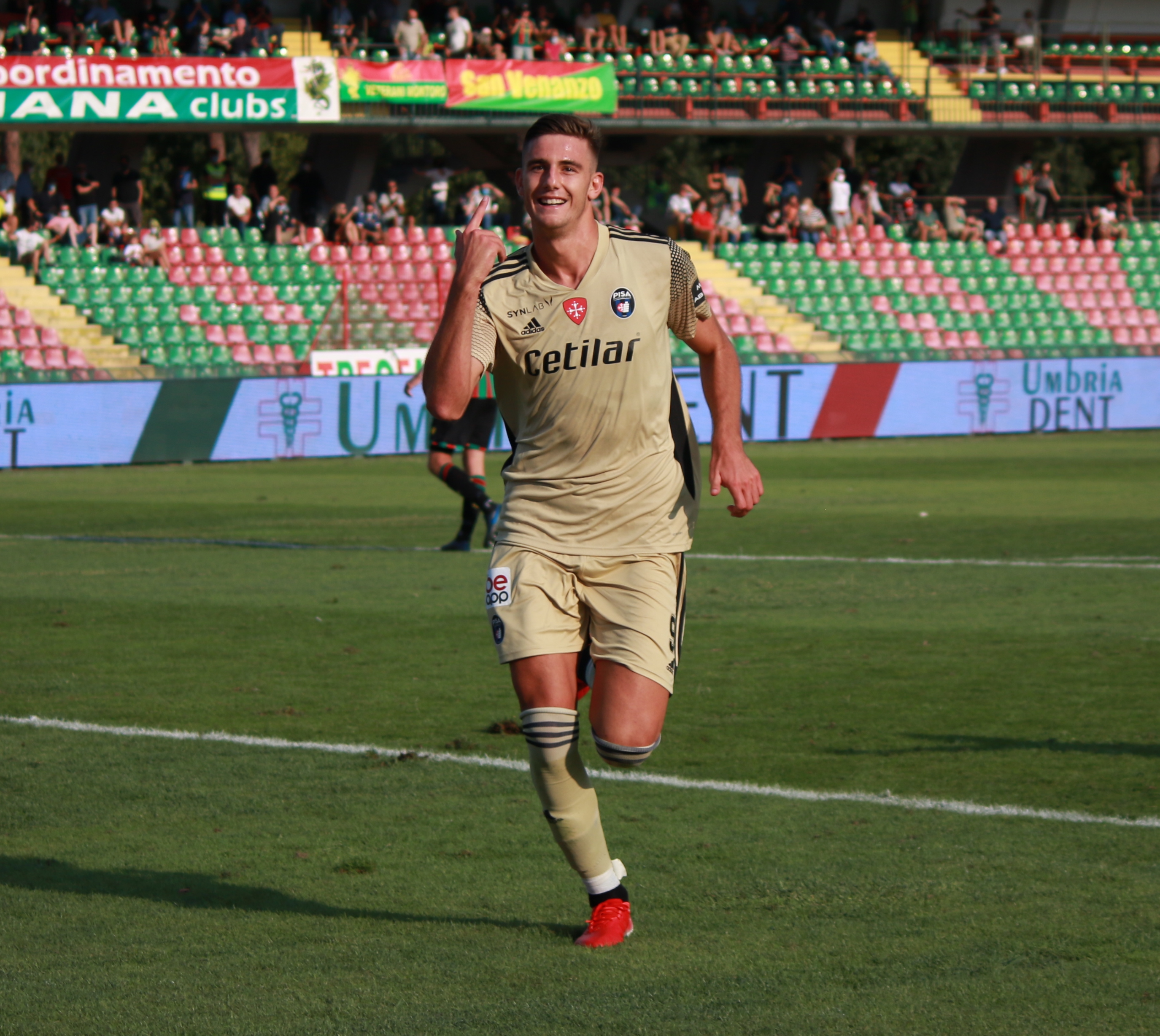
테르나나와의 경기에서 득점후 팬들을 향해 달려가는 루카

2021년 7월 21일, 루카는 세리에 B의 피사로 이적했으며, 네라주리와 5년 계약을 맺었다. 그는 SPAL과의 경기에서 피사 소속으로 데뷔전을 치렀고, 2-0으로 이긴 알레산드리아와의 경기에서 멀티골을 넣으며 피사 소속으로 데뷔골을 기록했다. 시즌 초반 7경기에서 6골을 몰아친 뒤 골 가뭄을 겪은 그는 그의 첫 세리에 B 시즌에 34경기 6골로 시즌을 마쳤다.

#### 아약스 및 우디네세 (임대)
2022년 8월 5일, 에레디비시 디펜딩 챔피언인 아약스는 피사에서 루카를 임대 영입했다고 발표했으며 이 계약에 완전 영입 옵션 또한 포함됐다고도 알렸다. 그는 아약스 역사상 최초의 이탈리아 선수가 되었다. 2022년 11월 6일, 그는 2-1로 패한 PSV 에인트호번과의 에레디비시 경기에서 아약스 소속으로 데뷔골을 기록했다.
네덜란드 클럽과의 임대 기간이 만료된 후, 그는 피사로 복귀했다. 2023년 7월 7일, 루카는 같은 이탈리아 클럽의 우디네세 칼초와 1년 임대 계약을 맺고 이적했다.

## 국가대표팀 경력
2021년 9월 7일, 그는 1-0으로 이긴 몬테네그로와의 2023년 UEFA U-21 축구 선수권 대회 예선전 경기에서 교체 투입되어 이탈리아 U-21 대표팀 데뷔전을 치렀다.